# 豊岡市立港西小学校
豊岡市立港西小学校（とよおかしりつこうさいしょうがっこう）は、兵庫県豊岡市瀬戸57にあった公立小学校。1874年（明治7年）に創立され、2021年（令和3年）3月をもって豊岡市立港東小学校と統合し、閉校した。
2020年度（令和2年度）の校区は小島、津居山・瀬戸である。

## 沿革
- 1874年（明治7年）瀬戸村小浜に瀬戸小学校として開校。
- 1886年（明治19年）瀬戸簡易小学校となる。
- 1910年（明治43年）港西尋常小学校となる。
- 1941年（昭和16年）港西国民学校となる。
- 1947年（昭和22年）港西小学校となる。
- 2021年 (令和3年) 3月24日 -港東小学校と統合し、147年の歴史に幕を下ろす[1]。

## 卒業後の進路
- 豊岡市立港中学校
- 近畿大学附属豊岡中学校・高等学校

## 歴代校長
- 宮垣敬義(1901年度～1910年度)
- 鳥居直光(1911年度～1918年度)
- 岡田実治(1919年度～1921年度)
- 長岡直孝(1922年度～1923年度)
- 鳥居諦岸(1924年度～1928年度)
- 田中芳太郎(1929年度～1930年度)
- 池埜衛(1931年度～1938年度)
- 永田秀造(1939年度～1941年度)
- 鳥谷武一(1942年度～1946年度)
- 関英雄(1947年度)
- 池内時之祐(1948年度～1951年度)
- 渡辺俊雄(1952年度～1955年度)
- 吉田勝次(1956年度～1957年度)
- 渡辺幹男(1958年度～1964年度)
- 宮城鼎(1965年度～1968年度)
- 安田庄七(1969年度～1971年度)
- 北村忠久(1972年度～1976年度)
- 前田昭一(1978年度～1981年度)
- 石津隆平(1982年度～1983年㋇)
- 西村繁(1983年度9月～1986年度)
- 足立威弘(1987年～1990年度)
- 福丸月峰(1991年度～1992年度)
- 谷口雄一郎(1993年度～1994年度)
- 三輪卓右(1995年度～1996年度)
- 小畑宏明(1997年度～1999年度)
- 山本正行(2000年度～2002年度)
- 山本進(2003年度～2005年度)
- 橋岡進一(2006年度～2008年度)
- 田村恵(2009年度～2011年度)
- 三輪直人(2012年度～2013年度)
- 原田清司(2014年度～2015年度)
- 田村弘子(2016年度～2018年度)
- 峠勝(2019年度～2020年度 )

## 特色
絹巻神社奉納相撲が行われたり、港西うるるん探検隊と称する地域体験学習が行われた。

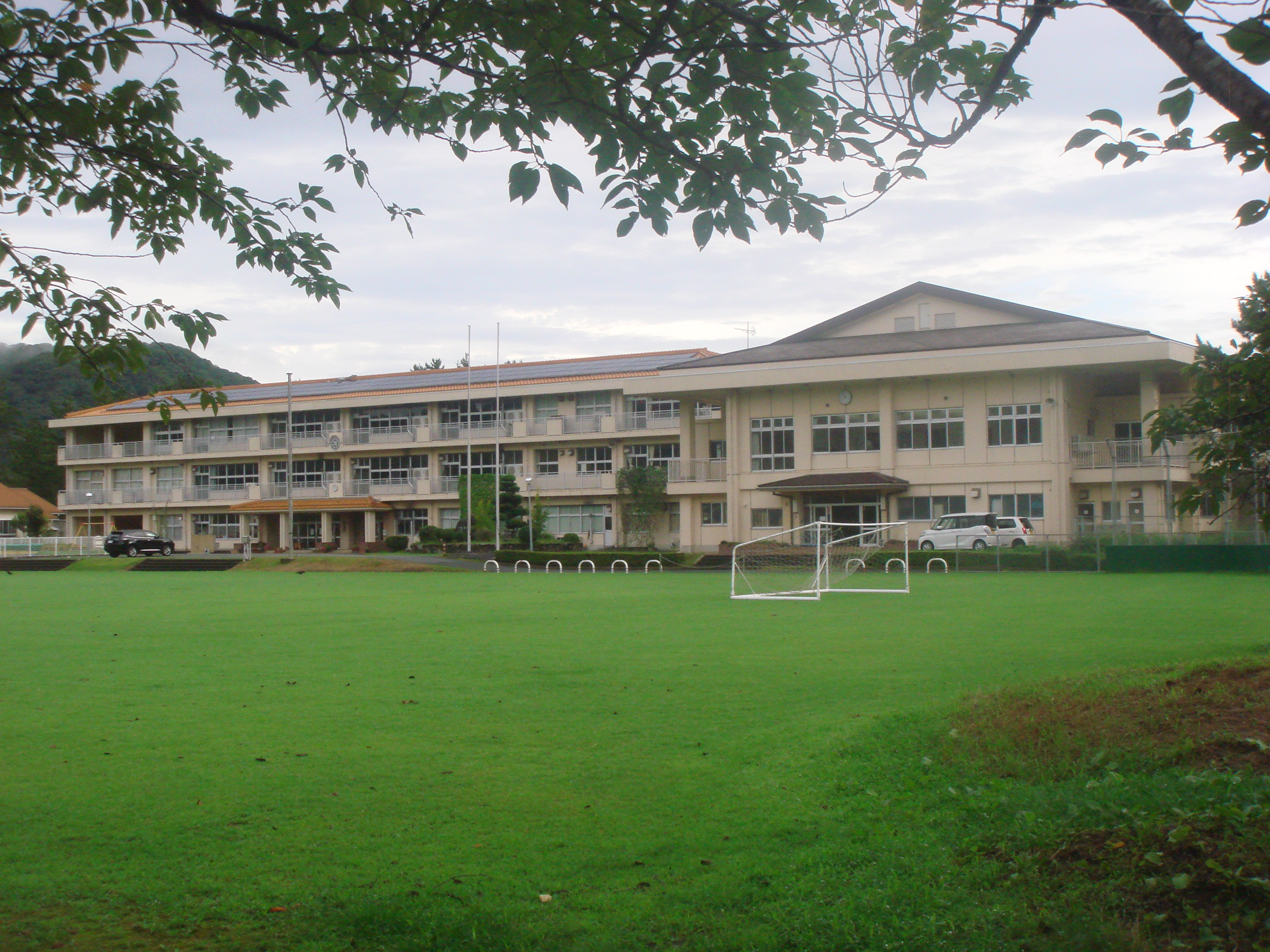
統合先の豊岡市立港東小学校

## 港西小学校の児童数の変遷
| 1978年度（昭和53年度） | 268人 |
| 1987年度（昭和62年度） | 225人 |
| 1997年度（平成9年度）  | 142人 |
| 2007年度（平成19年度） | 108人 |
| 2012年度（平成24年度） | 74人  |
| 2017年度（平成29年度） | 56人  |
| 2018年度（平成30年度） | 42人  |
| 2019年度（平成31年度） | 45人  |
| 2020年度（令和2年度）  | 42人  |